# マディナ・アル＝ハリール
マディナ・アル＝ハリール、マディーナ・アル＝ハリール（英語：Madinat al-Hareer、アラビア語: مدينة الحرير）は、クウェートのスビヤ (Subiya)で計画中の大規模な再開発地の名称。

## 概要
スビヤは首都・クウェートシティの対岸に位置する。マディナ・アル＝ハリールとはアラビア語で「絹の都市」を意味する。
ハイパービルディングのブルジュ・ムバーラク・アル＝カビール、2kmの砂漠保護地区、無税の産業地域、新空港、医療施設、大型スタジアムを含むスポーツ施設、メディアセンター、リゾート施設などを集積した大規模な新都心となる。完成まで25年を予定している。マディナ・アル＝ハリールの予定人口は70万人である。クウェート湾を挟んだ対岸のクウェート市とは23.5kmの橋を建設して結ばれる。クウェート最大の島であるブビヤン島に位置するため、クウェート最大の港も計画されている（#ブビヤン港）。

## ブルジュ・ムバーラク・アル＝カビール
マディーナ・アル＝ハリールのランドマークとなる超超高層ビルがブルジュ・ムバラク・アル＝カビールである。ブルジュはアラビア語でタワーの意味。クウェートの元の首長・ムバーラク・ビン・サバーハ・アッ＝サバーハに因んでいる。
ブルジュ・ムバーラク・アル＝カビールの高さは「千夜一夜物語」に因んで1,001mである。当初は2016年竣工を予定していた。この時点では、設計はイギリスのEric Kuhne and Associates社が予定されていた。ブルジュ・ムバーラク・アル＝カビールでは3階建てのエレベーターを設置する予定である。風の影響を考えて、ブルジュ・ムバラク・アル＝カビールは3つの超高層ビルが絡み合ったようなデザインである。またエルロンが付いたビルとなる。
しかし本ビルは着工にすら至らず計画延期を繰り返している。2023年には新たにスペインのサンティアゴ・カラトラバがデザインした設計案が公表され、総工費約12億ドル、約25年間の工期をかけて建設を目指す方針が示された。
完成すると、サウジアラビア・ジッダの「キングダム・タワー」と並んで高さ1,000mを越す超超高層ビルは全て中東にできることになる（アラブ首長国連邦・ドバイの「ナキールタワー」は計画中止）。

## ブビヤン港
マディナ・アル＝ハリールには、クウェートで最大の島であるブビヤン島に巨大な港を建設する構想もある。ブビヤン港と呼ばれる予定のこの港は、クウェート、イランやイラクなどの中東やアジアの主要国の利益にかなうものを目指している。加えて、この港は中央アジアからも最も近い港湾となる予定である。